# Kandaules
Kandaules (gr. Κανδαυλεσ, łac. Candaules) – król starożytnej Lidii, panujący prawdopodobnie w latach 717–687 p.n.e.
Syn Melesa, ostatni z rodu Heraklidów, zamordowany przez swego żołnierza Gygesa (późniejszego uzurpatora).

## Kandaules w twórczości nowożytnej
- Król Kandaules (Le Roi Candaule) – nowela Teofila Gautiera z 1844 r.
- Król Kandaules – nowela A. Gide'a z 1901 r.
- Kandaules – A. Bruneau, opera z 1920 r.
- Liczne przedstawienia w malarstwie (głównie anegdotycznej sceny historycznej) – m.in. przez Jacoba Jordaensa, Williama Etty'ego, J.L. Gérôme'a.